# PC 월드

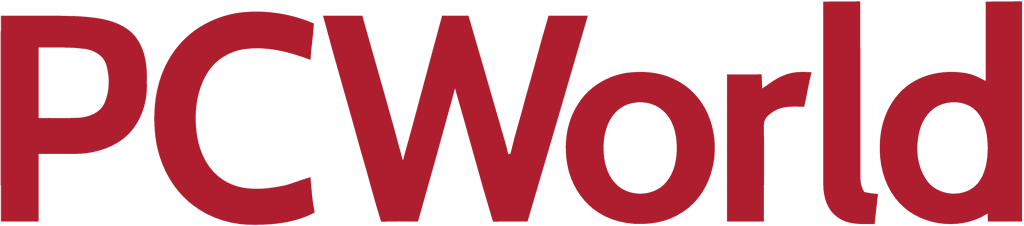
로고

PC 월드(영어: PC World)는 IDG에서 발행된 월간 컴퓨터 잡지이며, 1983년 3월부터 2013년 8월까지 발행하였으며, 그 이후로는 온라인으로만 제공하고 있다. 본사는 캘리포니아주 샌프란시스코에 위치한다.
PC 및 관련 항목, 인터넷, 기타 개인 기술 제품 및 서비스의 여러 면에 대한 충고를 제공한다. 각 출판물별로 PC 월드는 다양한 제조사들의 하드웨어와 소프트웨어 제품, 스틸 카메라와 비디오 카메라, 오디오 기기, 텔레비전 등의 기타 관련 기술을 리뷰하고 테스트한다.
PC 월드의 현 편집장은 전 와이어드지 출신인 존 필립스(Jon Philips)이다. 2012년 8월, PC 월드의 2008년 12월호 이후로 편집 감독을 맡았던 스티브 폭스(Steve Fox)의 뒤를 잇는다.

## 역사
이 출판물은 COMDEX 트레이드쇼에서 1982년 11월 발표되었고 1983년 3월 뉴스스탠드에서 처음 등장하였다.

## 같이 보기
- 작업대